# Nieuw Suriname (politieke partij)
Nieuw Suriname (NS) is een Surinaamse politieke partij die werd opgericht in 2003. Voor de periode vanaf 2010 zaten twee leden van NS in De Nationale Assemblée. Tijdens een slepend bestuursconflict stapten deze uit de alliantie met de Megacombinatie die samen met de A-Combinatie de regering vormde.

## Geschiedenis
De partij werd op 10 maart 2003 opgericht door een groep mensen die geleid werd door Rajan Nannan Panday. Panday werd ook de eerste voorzitter van de partij. NS streefde met haar oprichting voor de verbetering van het onderwijs, medische zorg en industriële ontwikkeling.
In aanloop naar de verkiezingen van 2015 werd de samenwerking aangegaan met Democratisch Alternatief '91. Kort voor de verkiezingen verbrak NS de samenwerking vanwege normen en ontoelaatbaar gedrag die er zouden heersen binnen de top van DA '91. NS begon vervolgens zonder samenwerking aan de verkiezingen en behaalde daarbij geen zetels.
Na de verkiezingen werd de alliantie Middenblok gepresenteerd, die bestond uit Nieuw Suriname,  de Progressieve Surinaamse Volkspartij (PSV) en de Unie voor Progressieve Surinamers (UPS). Het blok wilde een alternatief zijn voor de NDP van Desi Bouterse en diens belangrijkste opponent Nieuw Front. Toen Nieuw Suriname echter rond 2009 onder het bestuur kwam van John Nasibdar, werd de samenwerking in het Middenblok opgezegd omdat Nasibar juist wel wilde samenwerken met Bouterse. Panday verliet NS maar bleef wel betrokken bij het Middenblok. Op 28 augustus 2009 volgde de overstap van NS naar de Megacombinatie, waaraan naast de NDP ook KTPI en PALU deelnamen.
Nieuw Suriname behaalde twee zetels tijdens de verkiezingen van 2010 die ingevuld werden door de ondervoorzitters van de partij: Prem Lachman en Harish Monorath. Het bestuursconflict bleek in de jaren erna niet bijgelegd te zijn en leidde tot verschillende rechtszaken, waarin de beide Assemblée-leden Nasibdar weigerden te erkennen als voorzitter. Ondertussen stapten de twee leden in 2011 uit de alliantie met de Megacombinatie. Het conflict bleef de gehele parlementaire periode van 2010 tot 2015 doorslepen.
Tijdens de verkiezingen van 2015 maakte Nieuw Suriname deel uit van de alliantie Mega Front. Vlak voor de verkiezingen stapten Clifton Koorndijk uit Saramacca en Inder Sardjoe uit Wanica over van de NDP naar NS. Er werden onvoldoende stemmen gehaald, waardoor geen zetel in De Nationale Assemblée werd verkregen.

## Verkiezingsuitslagen
| Verkiezingsjaar | Partijvoorzitter    | Kandidatenlijst | Stemmen       | %             | Zetels        | Coalitie/Oppositie |
| --------------- | ------------------- | --------------- | ------------- | ------------- | ------------- | ------------------ |
| 2005            | Rajan Nannan Panday | Kandidatenlijst | 3.460         | 1,64          | 0 / 51        | Buitenparlementair |
| 2010            | John Nasibdar       | Kandidatenlijst | 2.997         |               | 2 / 51        | Coalitie           |
| 2015            | John Nasibdar       | Kandidatenlijst |               |               | 0 / 51        | Buitenparlementair |
| 2020            | John Nasibdar       | Geen deelname   | Geen deelname | Geen deelname | Geen deelname | Geen deelname      |